# Radostyán
Radostyán ist eine ungarische Gemeinde im Kreis Miskolc im Komitat Borsod-Abaúj-Zemplén.

## Geografische Lage
Radostyán liegt in Nordungarn, 13,5 Kilometer nordwestlich des Komitatssitzes und der Kreisstadt Miskolc. Die höchste Erhebung auf dem Gemeindegebiet ist der 240 Meter hohe Berg Kocin-tető. Nachbargemeinden sind Kondó, Sajólászlófalva und Parasznya. Die nächste Stadt Sajószentpéter befindet sich 6 Kilometer nordöstlich.

## Geschichte
Im Jahr 1913 gab es in der damaligen Kleingemeinde 121 Häuser und 574 Einwohner auf einer Fläche von 1423 Katastraljochen. Sie gehörte zu dieser Zeit zum Bezirk Sajószentpéter im Komitat Borsod.

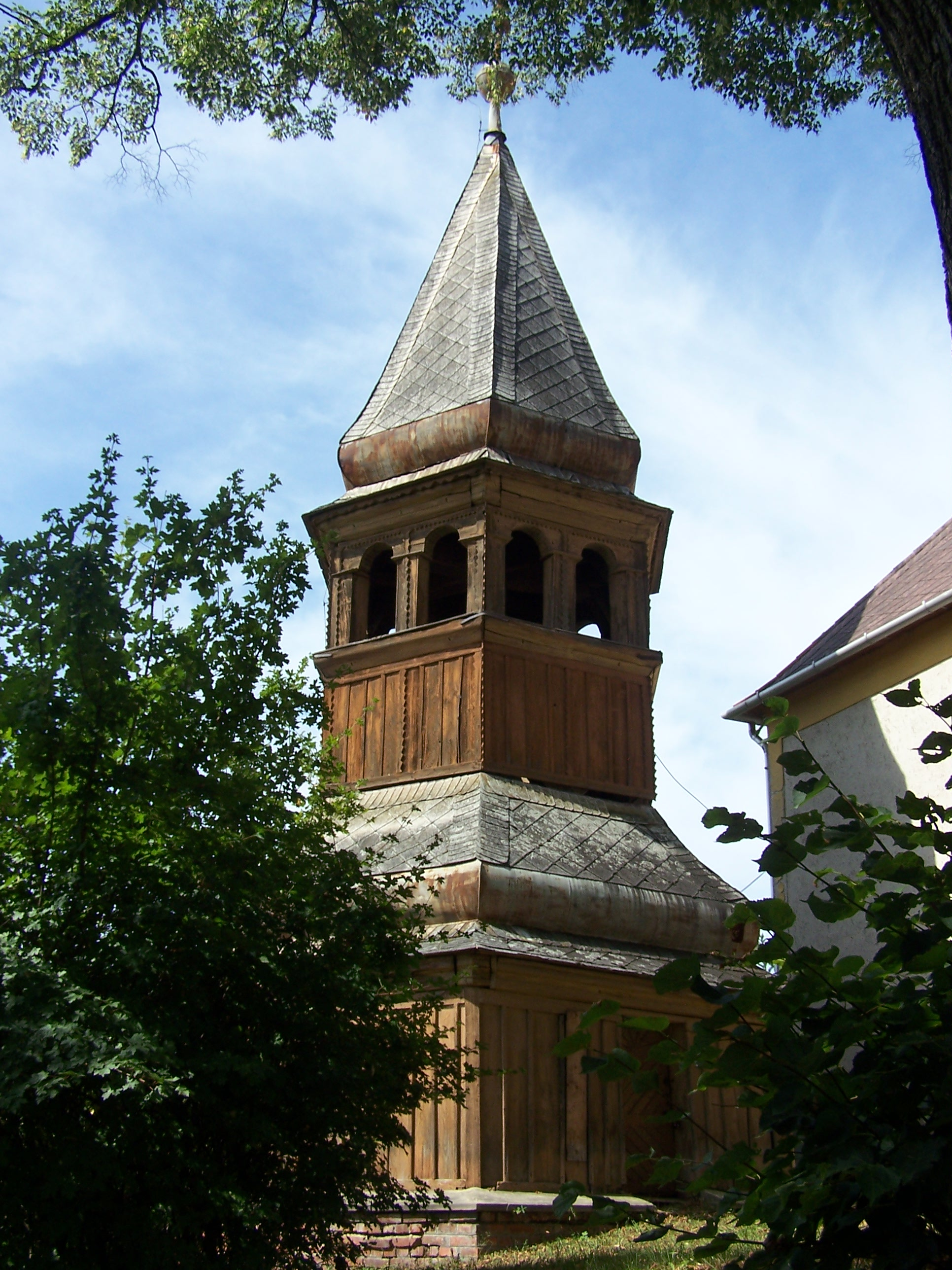
Hölzerner Glockenturm der reformierten Kirche

## Sehenswürdigkeiten
- Gebäude der ehemaligen Dampfmühle, 1911 erbaut
- Reformierte Kirche, erbaut 1784 im spätbarocken Stil
- Weinkeller

## Verkehr
Durch Radostyán verläuft die Landstraße Nr. 2517. Es bestehen Busverbindungen über Varbó sowie über Sajószentpéter nach Miskolc. Der nächstgelegene Bahnhof befindet sich in Sajószentpéter.